# Anthem (chanson de Tommy Körberg)
Pour les articles homonymes, voir Anthem.
Anthem est une chanson de la comédie musicale Chess créée par Tim Rice, Benny Andersson et Björn Ulvaeus,,.
Le titre original est interprété par Tommy Körberg.

## Reprises
La chanteuse anglaise Kerry Ellis reprend ce titre sur son album "Anthem", en 2010. Elle en fera son second single.